# 小尼古拉耶夫卡 (卢甘斯克州)
小尼古拉耶夫卡（羅馬化：Malomykolaivka），又按乌克兰语名译为小米科拉伊夫卡，法理上是烏克蘭東部盧甘斯克州羅韋尼基區赫魯斯塔利內市鎮的鎮。該鎮位於維利希夫卡河畔，始建於十八世紀，面積4.54平方公里，海拔高度171米，2011年人口1,771，人口密度每平方公里390.09人。